# Јапанска чесма
Јапанска чесма је подигнута на крају великог шеталишта на Калемегдану, августа 2010. године. Иницијативу за изградњу симбола пријатељства два народа покренуо је лист Блиц у јулу 2008. године у знак захвалности јапанском народу за донације које је добио град Београд.
Чесма је дело вајара Бојана Митровића.